# Raymond Louviot
Pour les articles homonymes, voir Louviot.
Raymond Louviot, né le 17 décembre 1908 à Granges (Suisse) et mort le 14 mai 1969 à Dunkerque (France), est un coureur cycliste français.

## Biographie

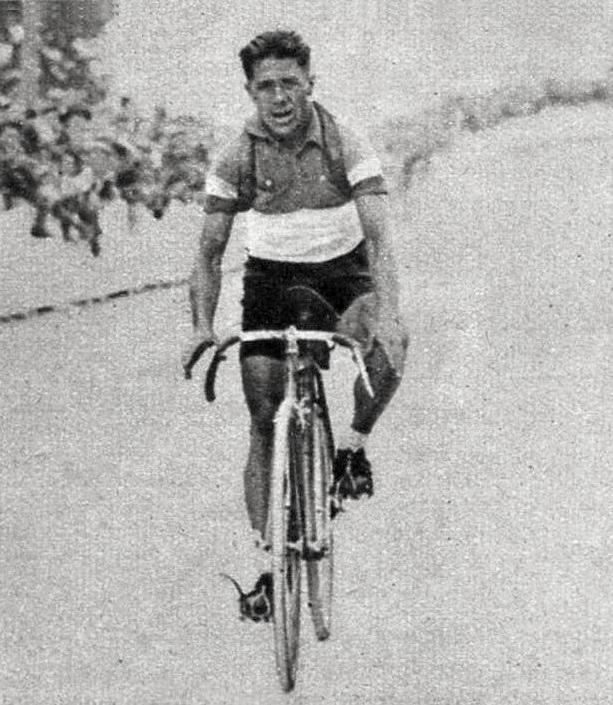
Raymond Louviot, champion de France 1934.

En 1931, Raymond Louviot, déjà bon mécanicien et plutôt râblé, court sous les couleurs de Rivoli sportif et finit 3e de Paris-Belfort. Après deux ans de course chez les amateurs, il a été routier professionnel de 1931 à 1949, devenant ainsi le champion de France sur route en 1934. Il participe à trois Tours de France et se classe 12e en 1934, 26e en 1938 et 29e en 1939. Il remporte deux étapes : la 22e étape du Tour de France 1934, de Nantes à Caen, et la 4e étape en 1939, de Brest à Lorient. Il est notablement l'hébergeur de Gabriel Gaudin durant la guerre.
Après sa carrière de coureur, Raymond Louviot - surnommé en course  "Laripette" - a été directeur sportif, un poste partagé avec Raphaël Géminiani de l'équipe Ford France-Gitane en 1965, à l'époque où Jacques Anquetil réussissait son fameux doublé du Critérium du Dauphiné libéré enchaîné par Bordeaux-Paris.
Il est le grand-père de Philippe Louviot, ancien coureur cycliste de 1985 à 1995 et également champion de France sur route en 1990.

## Palmarès
- 1931
  - Paris-Contres
  - 2e de Grand Prix de Thizy
  - 3e de Paris-Limoges
  - 3e de Paris-Belfort
  - 3e de Paris-Saint-Quentin
  - 3e du Tour de l'Allier
- 1932
  - 3e du Critérium des Aiglons
  - 3e de Paris-Contres
  - 3e de Paris-Nancy
- 1933
  - Grand Prix des Nations
  - Circuit du Midi
    - Classement général
    - 1re étape

  - Circuit de l'Allier
  - 1re et 5e étapes du Circuit de l'Ouest
  - 2e du Circuit de l'Ouest
  - 2e du Grand Prix de Plouay
  - 2e de Paris-Angers
  - 2e du Circuit du Mont-Blanc
  - 2e du Tours-Châtellerault-Tours
- 1934
  -  Champion de France sur route
  - 22e étape du Tour de France
  - 2e de Bordeaux-Paris
  - 2e de Paris-Vichy
  - 5e de Paris-Nice
  - 9e de Paris-Roubaix
- 1935
  - 4e étape de Paris-Nice
  - 2e du Circuit de l'Allier
  - 3e de Paris-Boulogne-sur-Mer
  - 4e de Bordeaux-Paris
- 1936
  - Paris-Sedan
  - 2e du Grand Prix de l'Écho d'Alger
  - 3e de Paris-Saint-Étienne
  - 3e de Paris-Belfort
  - 3e du Grand Prix de Cannes
- 1937
  - Tour du Sud-Ouest
    - Classement général
    - 2eb étape

  - Paris-Soissons
  - Circuit des Deux-Sèvres
    - Classement général
    - 1re et 2e étapes

  - 2e étape du Tour de Haute-Garonne
  - 3e du GP d'Espéraza
  - 3e du Critérium d'Europe
  - 3e du Circuit des cols pyrénéens
- 1938
  - Paris-Rennes
  - Critérium de Suisse romande
  - 1re étape du Circuit du Morbihan
  - 2e de Paris-Sedan
  - 2e de Paris-Vimoutiers
  - 2e de Marseille-Lyon
  - 3e du Grand Prix de La Dépêche de Brest et de l'Ouest
- 1939
  - Circuit des monts du Roannais
  - 4e étape du Tour de France
  - 2e étape du Tour du Sud-Ouest
  - 3e du Circuit de Paris
  - 3e du Grand Prix de l'Écho d'Alger
- 1940
  - Critérium de France
  - Prix Hourlier-Comès (avec Paul Maye)
- 1941
  - Paris-Nantes
  - Grand Prix de l'Auto
  - 3e de Paris-Reims
- 1942
  - 6e étape du Circuit de France
  - 2e du championnat de France sur route
  - 2e du Critérium national (zone occupée)
  - 2e du Circuit des cols pyrénéens
  - 3e de Paris-Reims
- 1943
  - 2e de la Ronde des Mousquetaires
- 1944
  - 2e de Paris-Dijon
- 1946
  - 3e étape de la Ronde de France
  - 3e de Paris-Limoges
  - 3e du Tour du lac Léman
- 1947
  - Grand Prix de Plouay
  - 2e du Grand Prix d'Europe
  - 3e du Tour du lac Léman
- 1948
  - 2e du championnat de France sur route
  - 3e du Grand Prix de Plouay
  - 3e du Grand Prix du Courrier picard
  - 5e de Bordeaux-Paris
- 1949
  - Grand Prix d'Issoire
  - 3e de Paris-Clermont-Ferrand

Nombre total de victoires chez les professionnels : 39

## Résultats sur les grands tours

### Tour de France
- 1934 : 12e, vainqueur de la 22e étape
- 1938 : 26e
- 1939 : 29e, vainqueur de la 4e étape

### Tour d'Italie
- 1932 : 24e